# Línea 190C (MetroBus Valencia)
La línea interurbana de Valencia 190C, pertenece a Metrobús. Es explotada por la compañía privada Herca, del grupo Transvia.
Une Valencia con, La Punta, Pinedo, El Saler, Les Gavines, El Perellonet, El Perelló y Mareny Blau. Tiene determinadas salidas a lo largo del día, siendo estas un total de 3 en cada sentido de la línea. En verano amplia su oferta para poder dar servicio a las playas del sur de Valencia.

## Recorrido
| Dirección Mareny Blau | Dirección Valencia |
| --------------------- | ------------------ |
|                       | \|                 |

## Enlaces
- Horarios y paradas de la línea (página de Herca)

- Datos: Q5985786